# Fronteiras do Paraná

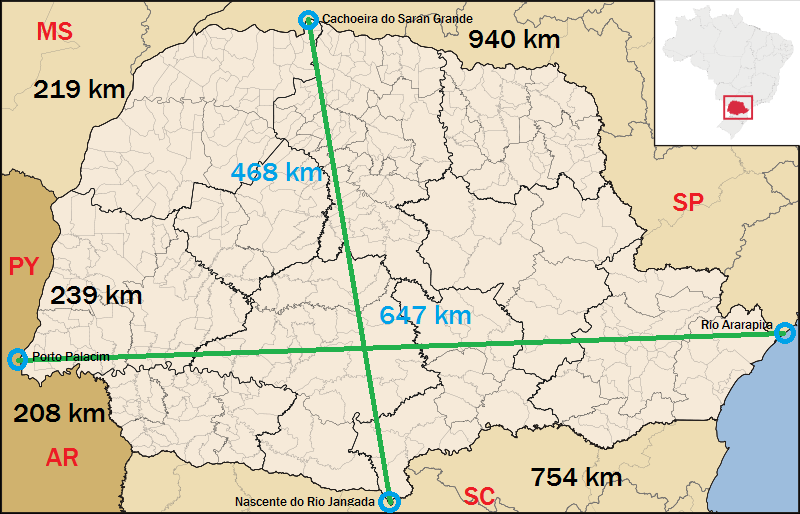
Mapa das fronteiras e pontos extremos do Paraná.

As fronteiras do Paraná têm um contorno feito pelas três unidades federativas do Brasil, pelo oceano Atlântico e pelos dois países da América do Sul. Esse contorno fronteiriço equivale a um perímetro de 2 458 km, que se distribuem assim:
| Estado de São Paulo          | 940 km |
| Estado de Santa Catarina     | 754 km |
| Estado de Mato Grosso do Sul | 219 km |
| República do Paraguai        | 239 km |
| República da Argentina       | 208 km |

Muitas fronteiras do território do Paraná são feitas por meio de fronteiras naturais, predominando os rios e os divisores de águas. Os limites do espaço geográfico paranaense são completados por fronteiras artificiais como pontes, estradas, avenidas, represas e linhas geodésicas.
Certas divisas do estado são motivo de curiosidade. Entre as cidades gêmeas de União da Vitória (Paraná) e Porto União (Santa Catarina) uma ferrovia separa os dois aglomerados urbanos. Uma avenida separa a cidade paranaense de Barracão da cidade catarinense de Dionísio Cerqueira. Estas duas cidades brasileiras fazem fronteira com a cidade argentina de Bernardo de Irigoyen, o que ajudou a formar aquilo que os geógrafos chamam de "Fronteira da Amizade".  É acompanhada pela rodovia BR-280, nos municípios de Palmas, Clevelândia, Flor da Serra do Sul e Barracão, em certos trechos, a divisa do Paraná com Santa Catarina.
Das fronteiras do Brasil com outros países sul-americanos, destacam-se no Paraná: a "Ponte Internacional da Amizade" acima do Rio Paraná, que faz a ligação da cidade brasileira de Foz do Iguaçu com a cidade paraguaia de Ciudad del Este; e a "Ponte Tancredo Neves" acima do Rio Iguaçu, que faz a ligação da cidade brasileira de Foz do Iguaçu com a cidade argentina de Puerto Iguazú.